# Тихий американец (фильм, 2002)
«Тихий американец» (нем. Der stille Amerikaner, англ. The Quiet American, фр. Un Américain bien tranquille, вьет. Người Mỹ trầm lặng) — художественный фильм 2002 года, вторая экранизация одноимённого романа английского писателя Грэма Грина. Фильм был снят режиссёром Филлипом Нойсом с Майклом Кейном, Бренданом Фрейзером и До Тхи Хай Йен в главных ролях. По сравнению с фильмом 1958 года данная экранизация точнее следует сюжету и духу романа, с небольшими изменениями, но с сохранением авторского замысла.
Фильм снимался во Вьетнаме при активном участии многих известных вьетнамских кинематографистов и стал, со времени окончания Второй Индокитайской войны, первым голливудским фильмом с актрисой из социалистического Вьетнама в главной роли.

## Сюжет
Действие происходит в 1952 году в Сайгоне, Государство Вьетнам (в то время Французский Индокитай), во время Первой Индокитайской войны.
В фильме, как и в романе, пересекаются две основные линии: любовная и политическая. Любовная линия — это любовный треугольник немолодого английского журналиста Томаса Фаулера, молодого «тихого американца» Олдэна Пайла и любовницы Фаулера — юной вьетнамки Фыонг. 
Политическая линия — военно-политические конфликты и нарастающее вмешательство США, которое в будущем приведёт ко Второй Индокитайской войне.
Фаулер, рассказчик истории, просто наблюдает происходящие события и отправляет репортажи в Лондон. Его опыт во Вьетнаме отчасти повторяет пережитое там самим Грином. «Тихий американец» Пайл, напротив, непосредственно замешан в происходящем, хотя это становится ясно не сразу. Пайл символизирует политику США во Вьетнаме в целом.
Фаулеру постепенно становится ясно, что «тихий американец» Пайл является на самом деле агентом спецслужб США и активным организатором грязных политических провокаций в Сайгоне. Эти открытия и нарастающая личная неприязнь заставляют английского журналиста отвергнуть свои созерцательные принципы и пойти на активное вмешательство в происходящие события: он косвенно способствует убийству Пайла вьетнамскими коммунистами. Убийство и роль Фаулера в нём остаются нераскрытыми полицией, и он возвращается к роли наблюдателя.

## В ролях
| Актёр           | Роль           |
| --------------- | -------------- |
| Майкл Кейн      | Томас Фаулер   |
| Брендан Фрейзер | Олдэн Пайл     |
| До Тхи Хай Йен  | Фыонг          |
| Раде Сербеджия  | инспектор Виго |
| Цзи Ма          | Хинь           |
| Нго Куанг Хай   | генерал Тхе    |

## Съёмки
- На главную роль вьетнамки Фыонг, из более чем 2 тысяч кандидаток, режиссёром была выбрана 19-летняя актриса из Вьетнама До Тхи Хай Йен[6]. После выхода фильма на экраны о ней заговорили во множестве СМИ по всему миру, и она стала звездой международного уровня.
- Опасения продюсера по поводу критики внешней политики США в свете террористических атак 11 сентября задержали выход фильма больше чем на год[7].

## Награды и номинации
- 2003 — номинация на премию «Оскар» за лучшую мужскую роль (Майкл Кейн)
- 2003 — номинация на премию «Золотой глобус» за лучшую мужскую роль — драма (Майкл Кейн)
- 2003 — номинация на премию BAFTA за лучшую мужскую роль (Майкл Кейн)
- 2003 — премия «Спутник» за лучшую мужскую роль — драма (Майкл Кейн), а также 3 номинации: лучший фильм — драма, лучший режиссёр (Филлип Нойс), лучшая женская роль второго плана — драма (До Тхи Хай Йен)
- 2003 — 2 премии Лондонского кружка кинокритиков: лучший режиссёр (Филлип Нойс), лучшая мужская роль (Майкл Кейн)
- 2002 — премия Национального совета кинокритиков США за лучшую режиссуру (Филлип Нойс), а также попадание в десятку лучших фильмов года

В 2002 году фильм вошёл в десятку лучших фильмов года, удостоенных премии Американского института киноискусства за 2002 год.